# Вања Звеканов
Вања Звеканов (Суботица, 25. мај 2000) српски је фудбалер.

## Клупска каријера

### Почеци
Наставио је породичну традицију и фудбал почео да игра са четири године у ФК Палић, где му је тренер био отац Златко. Потом је прешао у ФК Спартак Суботица, где је био капитен кадета и репрезентативац млађих категорија Србије.
У фебруару 2018. је потписао уговор са Ђеновом, коју је изабрао пре другог италијанског тима, Парме. Није заиграо за први тим Ђенове, већ је наступао у Примавери, лиги младих клубова, у којој је забележио 27 наступа.

### Јавор Ивањица
На лето 2019. се вратио у српски фудбал и потписао трогодишњи уговор са Јавором из Ивањице. Постигао је два гола током такмичарске 2019/20. у Суперлиги Србије, и то оба новосадској Војводини. Свој трећи гол у дресу Јавора је постигао у првом колу такмичарске 2020/21, против лучанске Младости.

## Репрезентативна каријера
Док је још играо за Спартак, Звеканов је наступао у селекцијама Србије до 17 и 19 година. Са омладинском репрезентацијом је играо квалификације за Европско првентсво у Северној Ирској, када су "орлићи" изборили место за елитну рунду квалификација у Италији. Током 2019. године је био на ширем списку младе репрезентације Србије код селектора Ненада Миловановића.

## Статистика

### Клупска
Ажурирано 7. августа 2021.
| Клуб  | Сезона   | Лига             | Лига    | Лига   | Куп     | Куп    | Континентално | Континентално | Остало  | Остало | Укупно  | Укупно |
| Клуб  | Сезона   | Првенство        | Наступи | Голови | Наступи | Голови | Наступи       | Голови        | Наступи | Голови | Наступи | Голови |
| ----- | -------- | ---------------- | ------- | ------ | ------- | ------ | ------------- | ------------- | ------- | ------ | ------- | ------ |
| Јавор | 2019/20. | Суперлига Србије | 10      | 2      | 1       | 0      | —             | —             | —       | —      | 11      | 2      |
| Јавор | 2020/21. | Суперлига Србије | 30      | 1      | 0       | 0      | —             | —             | —       | —      | 30      | 1      |
| Јавор | 2021/22. | Прва лига Србије | 29      | 2      | 1       | 0      | —             | —             | —       | —      | 31      | 2      |
| Јавор | Укупно   | Укупно           | 69      | 5      | 2       | 0      | —             | —             | —       | —      | 72      | 5      |

## Признања
- Медаља „Лука Адрашић” у Суботици 2018. за спортски подвиг године, доказан фудбалски таленат, упорност и одлазак у италијански фудбал[10]